# Campionato mondiale di scherma 1967
Il Campionato mondiale di scherma del 1967 si è svolto a Montréal in Canada. Le competizioni sono iniziate il 5 luglio e sono terminate il 16 luglio 1967.
Sono stati assegnati 2 titoli femminili e 6 titoli maschili:
- femminile
  - fioretto individuale
  - fioretto a squadre
- maschile
  - fioretto individuale
  - fioretto a squadre
  - sciabola individuale
  - sciabola a squadre
  - spada individuale
  - spada a squadre

## Risultati

### Uomini
| Evento                          | Oro                                                                                                   | Argento                                                                                  | Bronzo                                                                         |
| Spada                           | |                                                                                          |                                                                                |
| Spada individuale (dettagli)    | Aleksej Nikančikov                                                                                    | Grigorij Kriss                                                                           | Rudolf Trost                                                                   |
| Spada a squadre (dettagli)      | Unione Sovietica Aleksej Nikančikov Grigorij Kriss Viktor Modzalevskij Guram Kostava Josif Vitebs'kyj | Francia Jean-Pierre Allemand Yves Boissier Claude Bourquard Jacques Brodin Yves Dreyfus  | Ungheria Pál Nagy Csaba Fenyvesi Győző Kulcsár Zoltán Nemere Pál Schmitt       |
| Fioretto                        | |                                                                                          |                                                                                |
| Fioretto individuale (dettagli) | Viktor Putjatin                                                                                       | Jenő Kamuti                                                                              | Bernard Talvard                                                                |
| Fioretto a squadre (dettagli)   | Romania Ion Drîmbă Mihai Țiu Tănase Mureșanu Iuliu Falb Ștefan Ardeleanu                              | Unione Sovietica Mark Midler Viktor Putjatin Leonid Romanov Jurij Šarov German Svešnikov | Polonia Egon Franke Adam Lisewski Ryszard Parulski Janusz Różycki Witold Woyda |
| Sciabola                        | |                                                                                          |                                                                                |
| Sciabola individuale (dettagli) | Mark Rakita                                                                                           | Jerzy Pawłowski                                                                          | Tibor Pézsa                                                                    |
| Sciabola a squadre (dettagli)   | Unione Sovietica Mark Rakita Vladimir Nazlymov Umjar Mavlichanov Boris Mel'nikov Ėduard Vinokurov     | Ungheria Péter Bakonyi Attila Kovács Tamás Kovács Miklós Meszéna Tibor Pézsa             | Francia Claude Arabo Jean Ramez Serge Panizza Marcel Parent Bernard Vallée     |

### Donne
| Evento                          | Oro | Argento | Bronzo                                                                              |
| Fioretto                        | | |                                                                                     |
| Fioretto individuale (dettagli) | Aleksandra Zabelina                                                                                      | Antonella Ragno | Ildikó Farkasinszky-Bóbis                                                           |
| Fioretto a squadre (dettagli)   | Ungheria Ildikó Farkasinszky-Bóbis Ildikó Rejtő Mária Gulácsy Lídia Dömölky-Sákovics Katalin Juhász-Nagy | Unione Sovietica Galina Gorochova Nadežda Kondrat'eva Valentina Rastvorova Tat'jana Petrenko-Samusenko Aleksandra Zabelina | Romania Ileana Drîmbă Ana Ene Ecaterina Iencic-Stahl Marina Stanca Olga Orban-Szabo |

## Medagliere
| Posizione | Nazione          |   |   |   | Totale |
| --------- | ---------------- | - | - | - | ------ |
| 1         | Unione Sovietica | 6 | 3 | 0 | 9      |
| 2         | Ungheria         | 1 | 2 | 3 | 6      |
| 3         | Romania          | 1 | 0 | 1 | 2      |
| 4         | Francia          | 0 | 1 | 2 | 3      |
| 5         | Polonia          | 0 | 1 | 1 | 2      |
| 6         | Italia           | 0 | 1 | 0 | 1      |
| 7         | Austria          | 0 | 0 | 1 | 1      |
| Totale    | Totale           | 8 | 8 | 8 | 24     |